# Herningværket
Herningværket er et kraftvarmeværk sydøst for byen Herning i det central-vestlige Jylland. Værket har en installeret produktionskapacitet på 89 MW fordelt på 1 blok/turbine, og det producerer i tillæg, 200 MJ/s via fjernvarme. Årsproduktionen af elektricitet er på omkring 270 GWh, og værket kan forsyne omtrent 100.000 boliger med strøm og 40.000 boliger med fjernvarme. Operatøren er Ørsted.

Anlægget blev bygget i 1982. Brændselstypen er træflis og træpiller samt sekundært brændsel i form af naturgas. Fordelingen af disse drivstoffer var i 2013 på omkring 65-28-7. Herningværket var indtil træflisombygning af Skærbækværkets blok 3, Danmarks største flis-baserede anlæg og afbrænder årligt ca. 280-300.000 ton træflis og ca. 60-70.000 ton træpiller.
Det var oprindeligt et kul- og oliefyret anlæg, men blev i 2000 ombygget til naturgasfyring, og således forsvandt kulfyringen. I 2002 blev det igen ombygget, denne gang til primært at fyre med flis. Endelig blev værket i 2009 ombygget til også at fyre med træpiller, hvor oliefyringen blev afskaffet. Der bruges naturgas til start og stop af anlægget samt som reservebrændsel. 
Værket har ca. 30 ansatte.